# 日本龟梭螺
日本龟梭螺（学名：Testudovolva nipponensis），又叫日本海兔螺，为梭螺科龟梭螺属的动物。分布于日本，包括南海等海域，属于暖海产。其一般栖息于潮下带。该物种的模式产地在日本淡路。